# 2026-os labdarúgó-világbajnokság-selejtező (OFC)
A 2026-os labdarúgó-világbajnokság óceániai selejtező mérkőzéseit 2024-ben és 2025-ben játszották le. Összesen tizenegy válogatott vett részt a selejtezőn. Óceánia 1,5 kvótát kapott, ami azt jelentette, hogy az óceániai győztes egyenesen kijut a világbajnokságra, míg a második helyezett interkontinentális pótselejtezőn juthatott ki. Ez az első alkalom, hogy a szövetségnek van garantált helye a világbajnokságon.

## Formátum
A selejtező egy kieséses szakasszal kezdődik, a FIFA-világranglistán legalacsonyabb helyen szereplő négy csapattal. A győztes csatlakozik a további hét válogatotthoz a második fordulóban, akik két négycsapatos csoportba kerülnek. A harmadik fordulóba a két-két első és második helyezett jut tovább, a forduló győztese automatikusan helyet kap a világbajnokságon, míg a második helyezett az interkontinentális pótselejtezőkben szerepelhet.

## Rangsor
Tizenegy tagország vesz részt a selejtezőkön.
| Kiemelt a csoportkörben (1–7. helyezett) | Előselejtező résztvevői (8–11. helyezett)                                                                        |
| --- | --- |
| 1. Új-Zéland (103.) 2. Salamon-szigetek (133.) 3. Pápua Új-Guinea (159.) 4. Új-Kaledónia (161.) 5. Tahiti (162.) 6. Vanuatu (165.) 7. Fidzsi-szigetek (169.) | 1. Cook-szigetek (188.) 2. Amerikai Szamoa (nem rangsorolt) 3. Szamoa (nem rangsorolt) 4. Tonga (nem rangsorolt) |

## Előselejtező
Az előselejtezőre 2024 szeptemberében kerül sor.
|  |                     |                 |           |                     |   |       |       |       |
|  | Elődöntők           | Elődöntők       | Elődöntők |                     |   | Döntő | Döntő | Döntő |
|  | Elődöntők           | Elődöntők       | Elődöntők |                     |   | Döntő | Döntő | Döntő |
|  | 2024. szeptember 6. |                 |           |                     |   |       |       |       |
|  |                     |                 |           |                     |   |       |       |       |
|  | Cook-szigetek       | Cook-szigetek   | 1         |                     |   |       |       |       |
|  | Cook-szigetek       | Cook-szigetek   | 1         | 2024. szeptember 9. |   |       |       |       |
|  | Tonga               | Tonga           | 3         |                     |   |       |       |       |
|  | Tonga               | Tonga           | 3         |                     |   | Tonga | Tonga | 1     |
|  | 2024. szeptember 6. |                 |           |                     |   | Tonga | Tonga | 1     |
|  |                     |                 | Szamoa    | Szamoa              | 2 |       |       |       |
|  | Amerikai Szamoa     | Amerikai Szamoa | Szamoa    | Szamoa              | 2 | 0     |       |       |
|  | Amerikai Szamoa     | Amerikai Szamoa |           |                     |   |       |       |       |
|  | Szamoa              | Szamoa          | 2         |                     |   |       |       |       |
|  | Szamoa              | Szamoa          | 2         |                     |   |       |       |       |
|  |                     |                 |           |                     |   |       |       |       |

### Elődöntők
| 2024. szeptember 6. 11:00 (0:00) |

| Cook-szigetek | 1-3               | Tonga                                         |
| ------------- | ----------------- | --------------------------------------------- |
| Kumsuz 63'    | (0-2) Jegyzőkönyv | Tikoipau 27' Polovili 39' (11-esből) Kefu 79' |

| FFS Labdarúgó-stadion, 1-es pálya, Apia, Szamoa Játékvezető: Calvin Berg (új-zélandi) |

| 2024. szeptember 6. 15:00 (4:00) |

| Amerikai Szamoa | 0-2               | Szamoa                          |
| --------------- | ----------------- | ------------------------------- |
|                 | (0-0) Jegyzőkönyv | Tumua 59' (11-esből) Vaai 90+8' |

| FFS Labdarúgó-stadion, 1-es pálya, Apia, Szamoa Játékvezető: Norbert Hauata (tahiti) |

### Döntő
| 2024. szeptember 9. 15:00 (4:00) |

| Tonga        | 1-2                         | Szamoa                        |
| ------------ | --------------------------- | ----------------------------- |
| Sonasi 45+1' | (1-0, 1-1, 1-2) Jegyzőkönyv | Salisbury 82' Faamatau 105+3' |

| FFS Labdarúgó-stadion, 1-es pálya, Apia, Szamoa Játékvezető: Mederic Lacour (új-kaledóniai) |

## Csoportkör

### A csoport
| Hely. | Csapat           | M | Gy | D | V | G+ | G– | Gk | P | Továbbjutás                                |
| ----- | ---------------- | - | -- | - | - | -- | -- | -- | - | ------------------------------------------ |
| 1.    | Új-Kaledónia     | 3 | 2  | 1 | 0 | 7  | 4  | +3 | 7 | Továbbjutott az egyenes kieséses szakaszba |
| 2.    | Fidzsi-szigetek  | 3 | 1  | 2 | 0 | 5  | 4  | +1 | 5 | Továbbjutott az egyenes kieséses szakaszba |
| 3.    | Salamon-szigetek | 3 | 1  | 0 | 2 | 4  | 5  | −1 | 3 |                                            |
| 4.    | Pápua Új-Guinea  | 3 | 0  | 1 | 2 | 5  | 8  | −3 | 1 |                                            |

### B csoport
| Hely. | Csapat    | M | Gy | D | V | G+ | G– | Gk  | P | Továbbjutás                                |
| ----- | --------- | - | -- | - | - | -- | -- | --- | - | ------------------------------------------ |
| 1.    | Új-Zéland | 3 | 3  | 0 | 0 | 19 | 1  | +18 | 9 | Továbbjutott az egyenes kieséses szakaszba |
| 2.    | Tahiti    | 3 | 2  | 0 | 1 | 5  | 3  | +2  | 6 | Továbbjutott az egyenes kieséses szakaszba |
| 3.    | Vanuatu   | 3 | 1  | 0 | 2 | 5  | 11 | −6  | 3 |                                            |
| 4.    | Szamoa    | 3 | 0  | 0 | 3 | 1  | 15 | −14 | 0 |                                            |

## Egyenes kieséses szakasz
Az egyenes kieséses szakasz 2025 márciusában került megrendezésre. A győztes közvetlenül kijut a világbajnokságra, míg a második helyezett interkontinentális pótselejtezőn vesz részt.
|  |                   |                 |           |                   |   |              |              |       |
|  | Elődöntők         | Elődöntők       | Elődöntők |                   |   | Döntő        | Döntő        | Döntő |
|  | Elődöntők         | Elődöntők       | Elődöntők |                   |   | Döntő        | Döntő        | Döntő |
|  | 2025. március 21. |                 |           |                   |   |              |              |       |
|  |                   |                 |           |                   |   |              |              |       |
|  | Új-Kaledónia      | Új-Kaledónia    | 3         |                   |   |              |              |       |
|  | Új-Kaledónia      | Új-Kaledónia    | 3         | 2025. március 24. |   |              |              |       |
|  | Tahiti            | Tahiti          | 0         |                   |   |              |              |       |
|  | Tahiti            | Tahiti          | 0         |                   |   | Új-Kaledónia | Új-Kaledónia | 0     |
|  | 2025. március 21. |                 |           |                   |   | Új-Kaledónia | Új-Kaledónia | 0     |
|  |                   |                 | Új-Zéland | Új-Zéland         | 3 |              |              |       |
|  | Új-Zéland         | Új-Zéland       | Új-Zéland | Új-Zéland         | 3 | 7            |              |       |
|  | Új-Zéland         | Új-Zéland       |           |                   |   |              |              |       |
|  | Fidzsi-szigetek   | Fidzsi-szigetek | 0         |                   |   |              |              |       |
|  | Fidzsi-szigetek   | Fidzsi-szigetek | 0         |                   |   |              |              |       |
|  |                   |                 |           |                   |   |              |              |       |

### Elődöntők
| 2025. március 21. 15:10 (4:10) |

| Új-Kaledónia                | 3-0               | Tahiti |
| --------------------------- | ----------------- | ------ |
| Gope-Fenepej 50' Waya 90+1' | (0-0) Jegyzőkönyv |        |

| Sky Stadium, Wellington, Új-Zéland Játékvezető: CK Kawana-Waugh (új-zélandi) |

| 2025. március 21. 19:10 (8:10) |

| Új-Zéland                                              | 7-0               | Fidzsi-szigetek |
| ------------------------------------------------------ | ----------------- | --------------- |
| Wood 6' Singh 16' Bindon 23' Payne 32' Barbarouses 73' | (4-0) Jegyzőkönyv |                 |

| Sky Stadium, Wellington, Új-Zéland Játékvezető: Norbert Hauata (tahiti) |

### Döntő
| 2025. március 24. 19:10 (8:10) |

| Új-Kaledónia | 0-3               | Új-Zéland                           |
| ------------ | ----------------- | ----------------------------------- |
|              | (0-0) Jegyzőkönyv | Boxall 61' Barbarouses 66' Just 80' |

| Eden Park, Auckland, Új-Zéland Játékvezető: Ben Aukwai (salamon-szigeteki) |